# 袖志の棚田

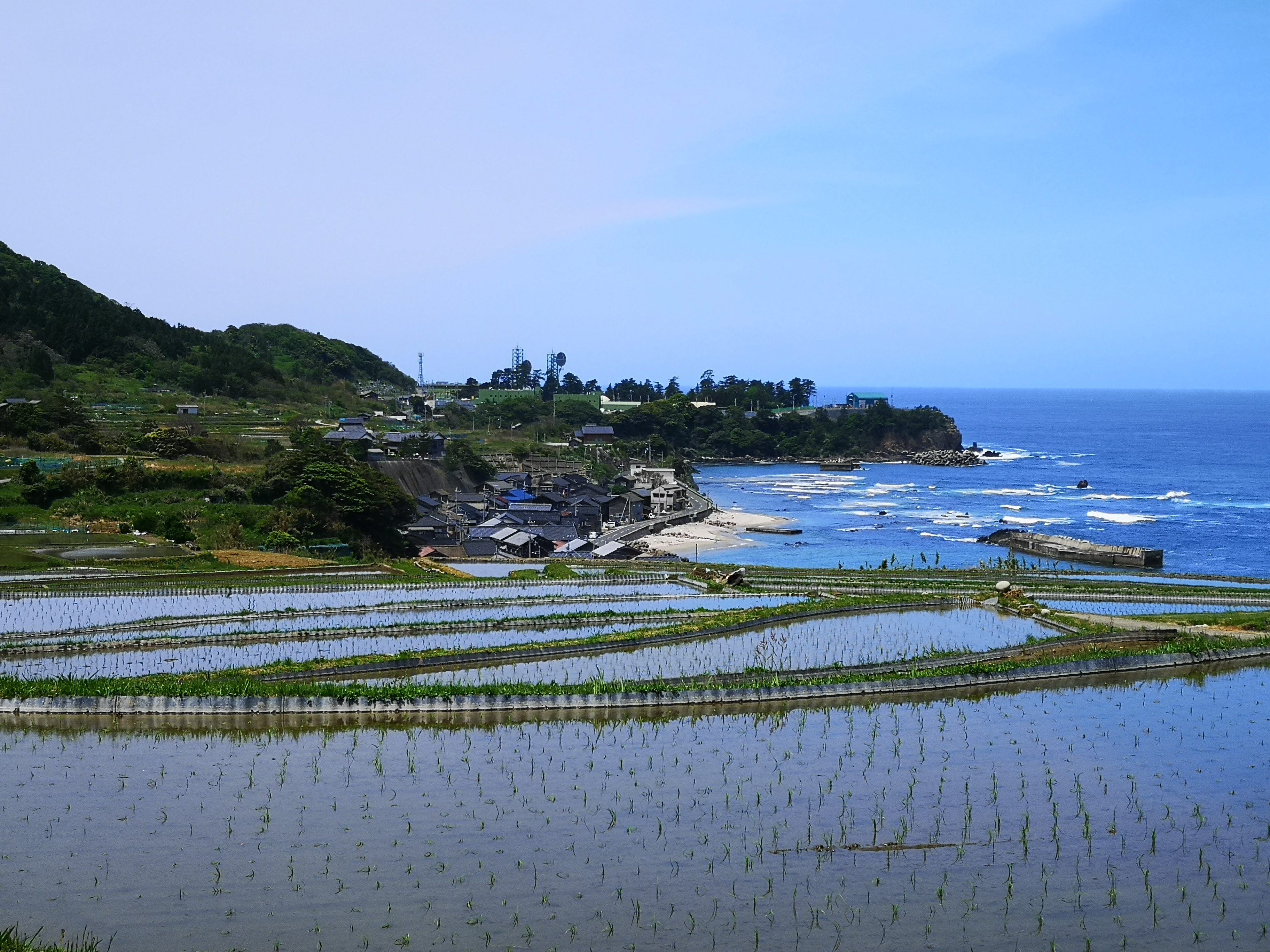
袖志の棚田（2020年5月 田植え期）

袖志の棚田（そでしのたなだ）は、京都府京丹後市丹後町袖志の海岸段丘上に形成された棚田。農林水産省によって「日本の棚田百選」や「つなぐ棚田遺産」に選定されている。2007年（平成19年）に放映されたNHKのテレビドラマ「オトンの宝物」の舞台となった。

## 地理

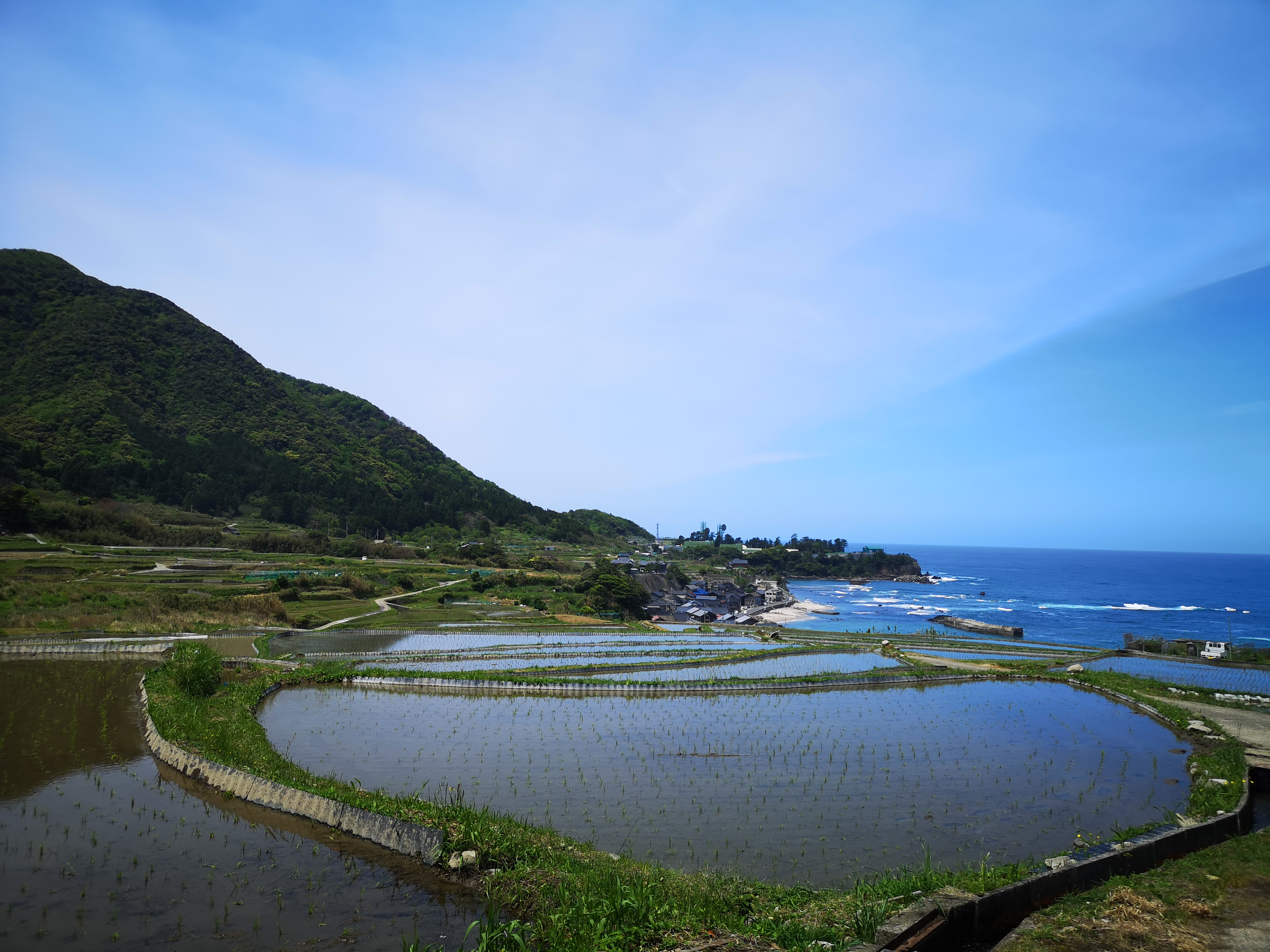
不整形な田が連なる「袖志の棚田」と日本海（左）

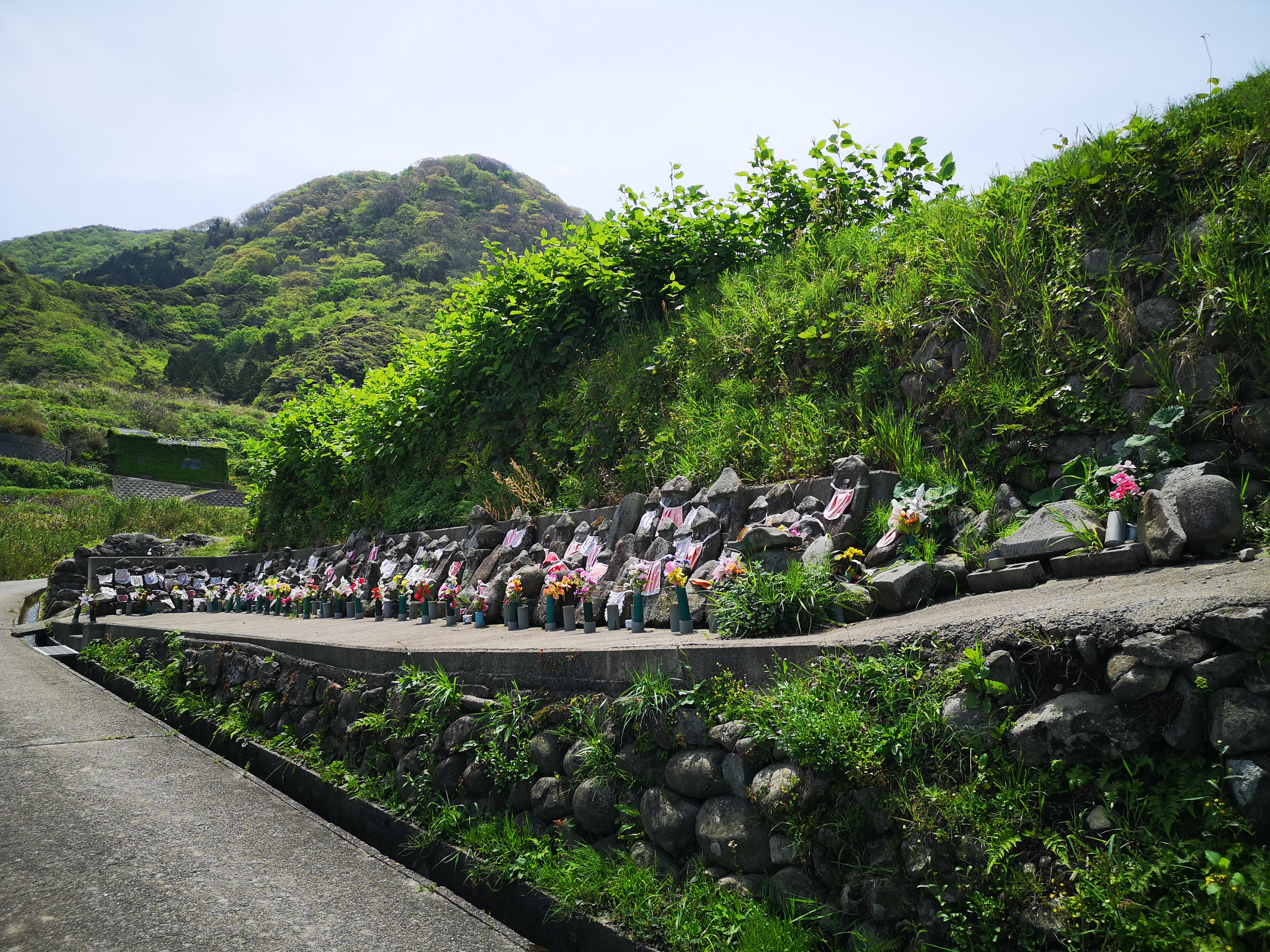
棚田の中に集められた袖志の祈願地蔵

丹後半島は夏の日照時間が長く、冬は短い日本海側気候の特徴が顕著で、冬の降雪は多く比較的温暖な北陸・山陰型に属する。袖志は丹後半島の最先端部にある丹後町宇川地域の東端に位置し、袖志の棚田は、経ヶ岬から久美浜湾にかけて連なる海岸段丘のうち、約13万年前（最終間氷河期）の海進期に形成された中位面に広がる。海食台が形成後の地殻変動で隆起するとともに、海面が低下したことよって形成されたこの海岸段丘は、宇川東部（下宇川地区）の袖志から中浜にかけて幅が広く、海進堆積物は厚さ10メートル以上ある。段丘面高度は袖志の経ヶ岬付近がもっとも高く約40メートルあり、そこから久美浜湾周辺の5～10メートルの高さまで全体に東から西へ緩やかに低下する。この地形に沿い、集落東端の落川を境に、棚田は高度の低い西に向かって水を引き、展開している。
おおきく4段の段丘に形成された棚田の広がる地点の標高は20～100メートルあり、棚田の傾斜は10分の1程度である。
棚田からは眼下に袖志集落と日本海を望むことができ、この海と集落と棚田が調和する珍しい景観は、1999年（平成11年）に「日本の棚田百選」に認定された。背景に日本海の水平線に沈む夕陽が入り込む風景はとくに美しく、収穫した稲を稲木に架けて天日干しする風景も、現代では貴重であるという。集落は北側に日本海、南側に棚田の広がる段丘とその背後に山がそびえたつ、海と山に挟まれて東西に細長く展開し、2021年（令和3年）現在で80戸ほどが居住している。
袖志の棚田は3つの団地を形成しており、落川と夕知川に挟まれた東部、夕知川と中川に挟まれた中央部、中川以西の西部に分けられる。土質が良く収量が多い上田は東部と中央部に多いとされる。水田と水田の段差は70センチメートルから80センチメートルあり、法面は石積みよりも土坡が目立つ。夏季の日本海は比較的穏やかであり、水田が海水を被ることがないため、段丘崖下の海岸近くにも小規模な水田が開かれている。

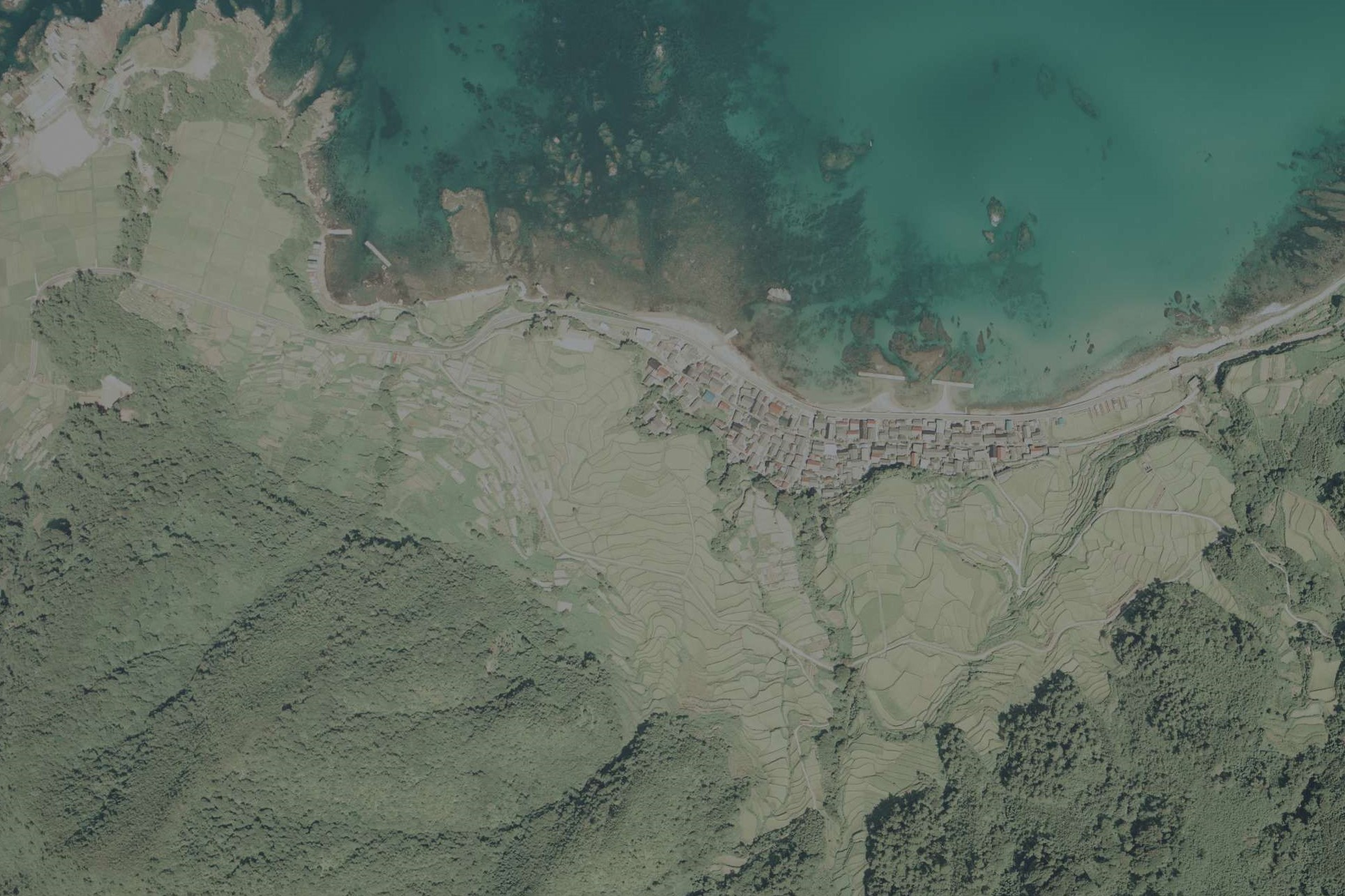
1975年の袖志の棚田

## 規模
棚田の耕作面積は2017年（平成29年）時点では12ヘクタールで、400枚の田が耕作されており、袖志の農業はほぼすべてこの棚田に依存するものとなっている。袖志では平均して1戸あたり2反5畝ほどの田を所有し、各々が自家で消費するコメを生産していたが、後述する昭和中期以降の機業の発展や少子化に伴い耕作者の高齢化が進み耕作放棄された田は、2014年（平成26年）年時点で全体の約20パーセントにあたる。

## 水利

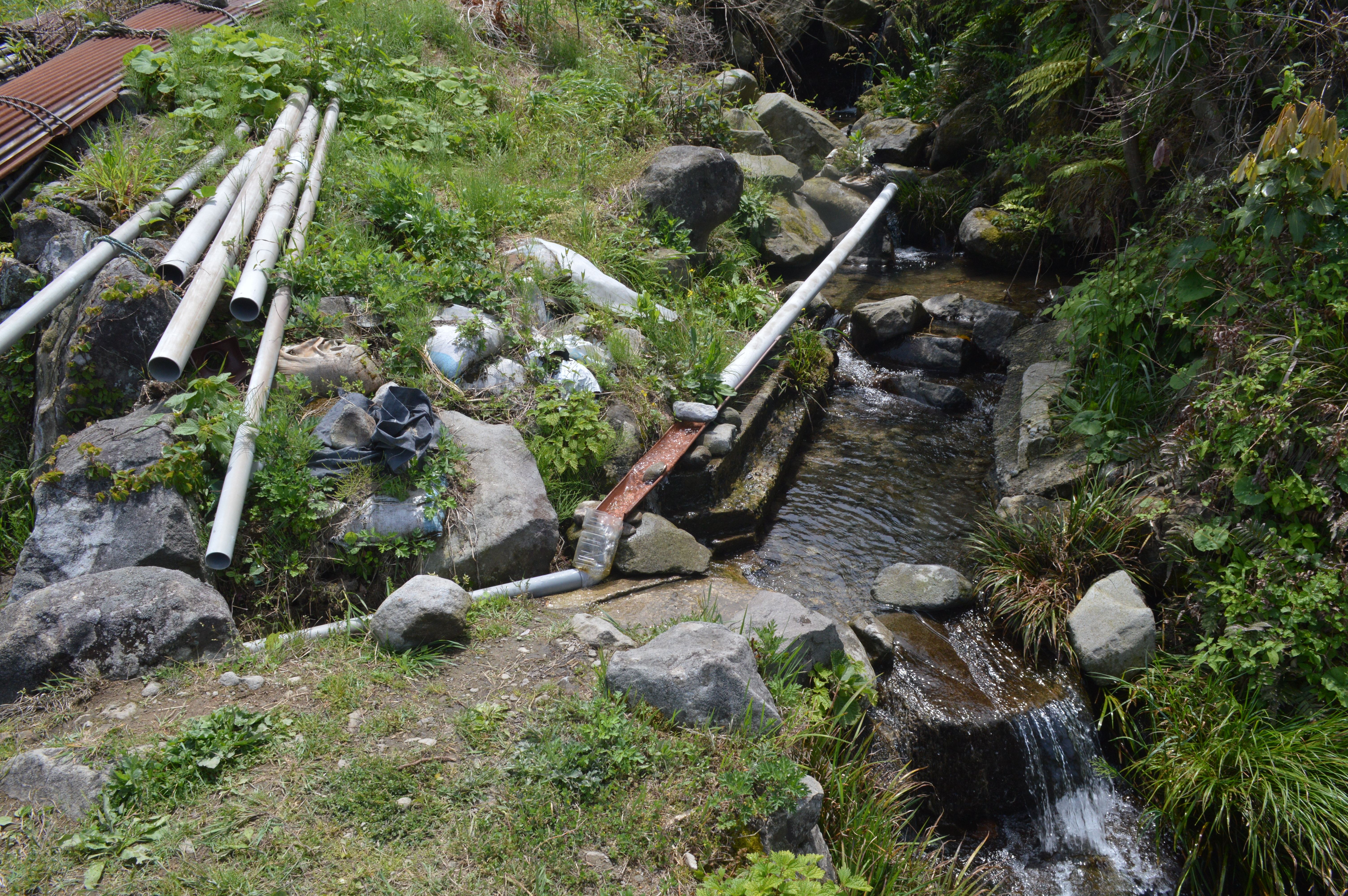
落川から水をひく棚田の水路

袖志の棚田の水源は、袖志を流れる5本の川のうち、もっとも東に位置する落川で、棚田の間、東寄りを流れる。地下水はなく、この川が唯一の農業用水となっており、水路はすべての棚田に必要な水が行き届くよう、勾配を考慮したゆるやかな流れとなっている。それぞれの棚田へ水を送るこの農業水路を袖志では「イネ」と呼ぶ。「イネ」は川と各家が所有している棚田を結んだ水路システムで、この維持管理は棚田の面積に応じて棚田の所有者が共同で出資し、水利権を得る仕組みをとる。袖志の棚田は全体的に水捌けがよく、ジルタと呼ばれる水捌けの悪い田は全体の1割程度にとどまる。
水路の草刈りや保全整備は「イネそろえ」と呼び、その水路に属する棚田の持ち主が共同で、定期的に行うことが定められている。数ある「イネ」のうち最も長い水路は袖志と西隣にある尾和集落を繋いた「尾和イネ」で、東の袖志から流れてきた余り水が尾和の田の農業用水となる。このため、袖志の田で少雨などにより水不足に陥っても稲作に支障がないよう、通常尾和の集落まで流れる水も途中で20 数箇所の取水口から分流させ、袖志の棚田に水を供給した。「尾和イネ」は緊急時の防火用水としても利用された。
棚田の水源については、1961年（昭和36年）頃に経ヶ岬分屯基地の飲料水としてこの農業用水が流用されたため、棚田の西側にあたる尾和地区では用水が不足することとなり、宇川から水をひく事業が行われた。

## 歴史
日本における棚田の歴史は、飛鳥時代以前に遡る。当初、稲作のための水田は平坦な盆地ではなく、その周辺の丘陵や山脈を刻む小規模の谷に形成されたものとみられる。文献における最古の記録は、『高野山文書』によれば1338年（建武3年）の「検注帳」や、1406年（応永13年）の「僧快全學道衆竪義料田寄進状」に「棚田」の文字がある。
袖志では、室町時代の応永年間（1394年～1427年）に約20戸が農業をしたと記録されている。この農地が棚田であったかは明らかでないが、袖志の農地は棚田のほかになく、1960年代から1970年代にはコシヒカリのほか、アサイ4号を生産した。1965年（昭和40年）頃までは裏作として麦も作付けし、春に出荷していたが、1970年（昭和54年）頃には出荷するために生産する農作物は米中心となった。
第二次世界大戦後は、袖志全体で年400俵の米を出荷した。棚田の最大枚数は600枚を数えたが、1970年代には出荷は年200俵にまで減少している。この急減の背景には、機業がある。袖志は伝統的に半農半漁の村であったが、漁業の不振に伴い、昭和30年代から漁業から機業に転業する者が現れ始めた。丹後地方の地場産業である丹後ちりめんをはじめとする機業の最盛期は昭和40年代で、周辺に機業者が増えるにつれ、農を営む家からも機業に転じる者が増えていった。その機業者も2016年（平成28年）頃にはわずか3軒程度が残るのみであるが、1970年（昭和54年）頃には若い世代は多くが機業を選び、農作に携わる者はほとんど高齢者となっていた。耕作放棄地や休耕田が増え、棚田の枚数は21世紀初頭の時点で400枚まで減少している。

## 保存活動とブランド米

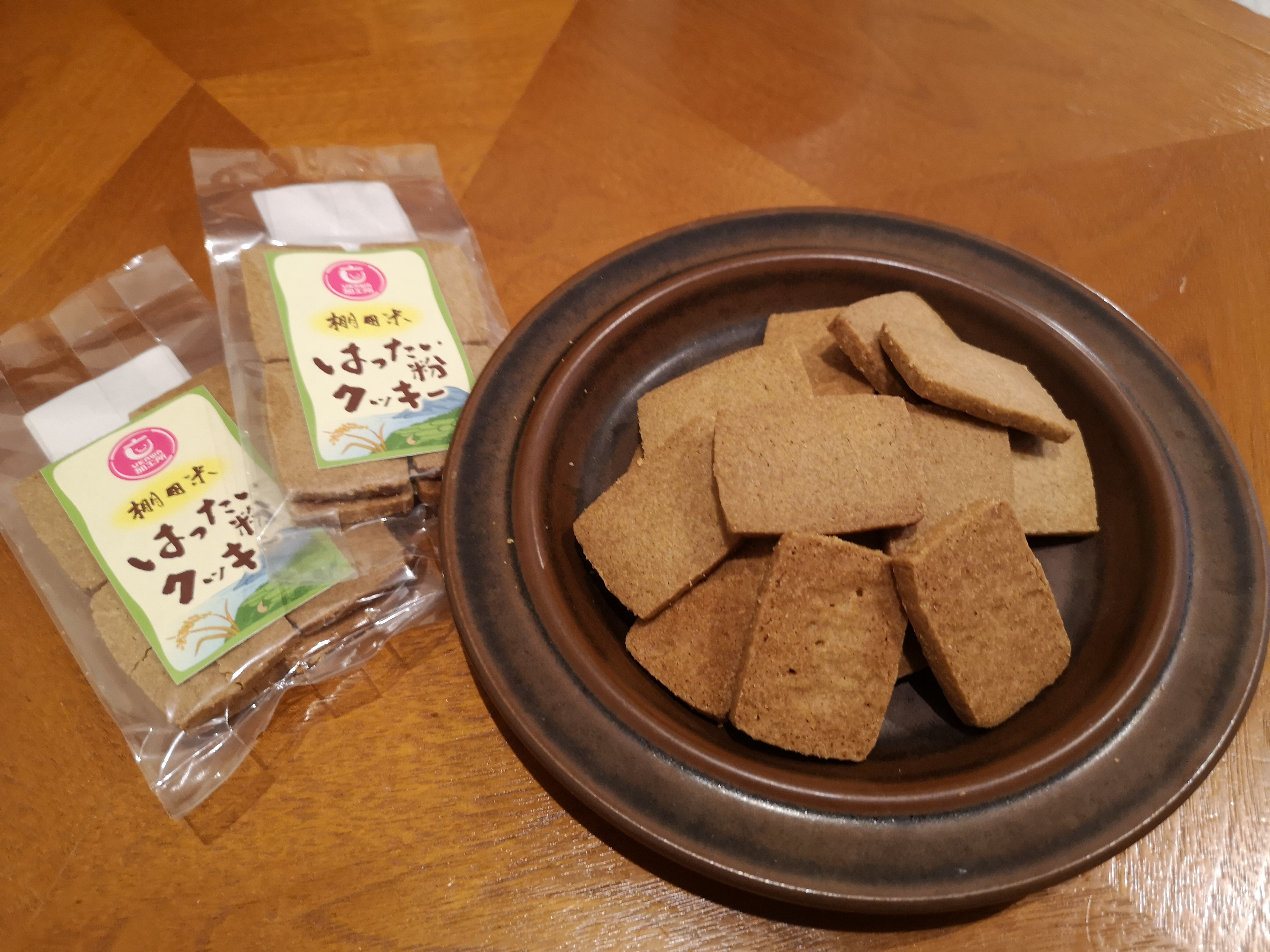
宇川加工所が開発した袖志の棚田米を原料とする「はったい米クッキー」

21世紀の袖志では過疎と農業従事者の高齢化による担い手不足からの休耕田の増加や、ニホンザルやイノシシなどの有害鳥獣による農作物の被害が増加し、中山間地域等直接支払制度を活用して設置した防護柵や電気柵の管理などの協同での取組なくしては、生産が続けられない状況にある。
京都市内の大学や都市住民らと連携して、2010年（平成22年）から始まった「棚田再生プロジェクト」は、このような状況を受けて発足した袖志棚田保存会が耕作放棄された棚田の一部を管理し、田植えや稲刈りに数十名のボランティアの受け入れを行うものであった。当初は、もち米を栽培し、田植え・稲刈り・収穫祭のプロセスを通して住民や地元企業が都市部の大学生や緑のふるさと協力隊と協同した。
2015年（平成27年）には京都生協と「府モデルファーム協定」を締結した。生協は田植えや稲刈りなど、耕作者の高齢化によって困難となった作業を支援し、収穫した米は「袖志の棚田米」として販売した。生産された米はコシヒカリである。「袖志の棚田米」やその米ぬかは、地元・宇川の女性グループで結成された宇川加工所のクッキーやはったい粉などの商品にも活用され、主力商品のひとつとなった。

## アクセス
- 公共交通機関
  - 京都丹後鉄道宮豊線「網野駅」から丹後海陸交通バスで「袖志」下車
- 乗用車
  - 山陰近畿自動車道京丹後大宮インターチェンジから、京都府道651号 - 国道312号 - 国道482号 - 国道178号